# ГЕС Стенкуллафорс
ГЕС Стенкуллафорс – гідроелектростанція у центральній частині Швеції. Розташована між ГЕС Вольгшефорс  (вище по течії) та ГЕС Оселе, входить до складу каскаду на річці Онгерманельвен (у верхній течії Aselealven), яка впадає в Ботнічну затоку Балтійського моря за півтори сотні кілометрів на південний захід від Умео. 
Для роботи станції річку перекрили земляною греблею з водонепроникним ядром із моренного ґрунту висотою 28 метрів. В 2004-2006 роках в межах програми по підвищенню безпеки на річці Онгерманельвен можливості споруди з пропуску надлишкової води під час повені суттєво посилили, знизивши порог водоскида на 4 метри.
Інтегрований у греблю машинний зал обладнали турбінами типу Каплан виробництва NOHAB та KMW загальною потужністю 57 МВт, яка при напорі  у 24 метри забезпечують виробництво 230 млн кВт-год електроенергії на рік.